# Лящевський Василь
Лящевський Василь, чернече ім'я Варлаам (Лящевський) (нар. бл. 1704, Кобильниці Перемишльський повіт Руське воєводство, тепер Респ. Польща — пом. 28.07.1774, Москва) — український церковний педагог, один із засновників вищої освіти у Московії. Випускник Кивєо-Могилянської академії, мовознавець, професор, ректор Московської слов'яно-греко-латинської академії, архімандрит. Народився в сім'ї священика.

## Життєпис
Навчався в Києво-Могилянській академії. 1732/33 навчальні роки — студент класу філософії. 15.03.1733 разом зі студентами-філософами, які відмовилися слухати лекції професора С. Калиновського, засуджено Р. Заборовським, тоді протектором Києво-Могилянської академії, до тілесного покарання. Як студента, здібного до іноземних мов, найкращого учня мовознавця професора С. Тодорського, на кошти Р. Заборовського направлено до європейського центру орієнталістики — університету Галле. Повернувшись у Києво-Могилянську академію, слухав 1739/40 навчального року богослов'я і одночасно викладав у класі фари (аналогії). Ґрунтовні знання й педагогічні здібності дали змогу Лящевському порушити ієрархічні учительські щаблі просування від нижчого класу до вищого, бо вже наступного 1740/41 навчального року він — викладач піїтики. Уклав для студентів як посібник з поетики трагікомедію «О награждении в сем свете приисканных дъл мзды в будущей жизии вечной». 1740 прийняв чернечий постриг. 1741/42 навчального року викладав риторику і після виклику С. Тодорського до Москви (травень 1742) заступив його на посаді професора «священних мов» — єврейської і грецької.
1744 переклав для великого князя Петра Федоровича з грецької «Зерцало должности государем». 1746 склав латинською мовою за матеріалами лекцій С. Тодорського граматику грецької мови «Книга мистецтва настанов з грецької мови, …представлена у Києво-Мо-гилянській академії», яку було видано у Вроцлаві того самого року. Згодом учень Лящевського, й викладач грецької мови Києво-Могилянської академії Г. Щербацький доповнив граматику, а М. Бантиш-Каменський, який навчався у Києво-Могилянській академії в 1745 — 54, поділив її на параграфи, долучив хрестоматію й видав 1779 у Лейпцигу, де її видавали ще кілька разів. Переклад російською мовою було здійснено студентом Києво-Могилянської академії В. Петровим («Греческая грамматика…». СПб., 1788). 1746/47 навчального року Лящевський — професор богослов'я й префект Києво-Могилянської академії. Але у травні 1747, не скінчивши читати курс, змушений за ухвалою Синоду «немедля» виїхати до Санкт-Петербурга для перегляду й виправлення слов'ян, перекладу Біблії. Як винагороду в Києві за Лящевським залишили ігуменство у Межигірському монастирі.
Після успішного завершення роботи над Біблією Лящевський отримав архімандритство у Московському Донському Богородицькому монастирі. 23.06.1753 призначений ректором Московської слов'яно-греко-латинської академії як «искусный й известный человек» і отримав архімандритство в Московському Заіконоспаському монастирі, але останнім керував через намісника. 1754 — 58 — член Синоду з місцем проживання у Санкт-Петербурзі. На початку 1770-х років подарував Києво-Могилянській академії 4000 рублів, з умовою, щоб на проценти з них утримувалися викладачі грецької і єврейської мов і закуплялися навчальні посібники з цих предметів. 1774 заповів ще 3000 рублів з тією ж метою й 872 книги для академічної бібліотеки.
Помер у Москві в сані архімандрита Донського монастиря, похований у монастирській Сретенській церкві.